# Вельдерманн, Антс Арнольдович
Антс Арнольдович Вельдерманн (25 сентября 1931, Таллин — 12 декабря 2008, Таллин) — советский футболист, вратарь. Наиболее известен по выступлениям за таллинский «Калев».

## Биография
Воспитанник юношеской команды «Спартак» (Таллин). Служил в военно-морском флоте.
Взрослую карьеру игрока начал в 1952 году в ФК ВМС (Ленинград) во второй лиге СССР. В 1953 году вернулся в Таллин, за команды которого продолжил выступать до конца карьеры. Наиболее значимый период футбольной жизни Вельдерманна пришёлся на годы, проведённые им в ФК «Калев». Там Вельдерманн дебютировал в высшей лиге чемпионата СССР в 1960 году. Всего в высшей лиге в 1960—1961 годах принял участие в 18 матчах. Однако особых успехов ни в первенстве, ни в Кубке страны у эстонского клуба не случилось. «Калев» вылетел в первый дивизион (пропустив при этом 61 мяч — худший результат среди всех 11 команд), а в кубковом турнире вылетел во втором раунде.
Завершил карьеру в 1971 году в команде «Темпо», вместе с которым дважды стал чемпионом ЭССР.